# Новониколаевский сельский совет (Новотроицкий район)
Новониколаевский сельский совет (укр. Новомиколаївська сільська рада) — входит в состав
Новотроицкого района
Херсонской области
Украины.
Административный центр сельского совета находится в 
с. Новониколаевка
.

## История
- 1989 — дата образования.

## Населённые пункты совета
- с. Новониколаевка